# 古里耶夫斯克 (加里寧格勒州)
54°46′18″N 20°35′50″E / 54.77167°N 20.59722°E
古里耶夫斯克 （俄语：Гу́рьевск）是俄羅斯加里寧格勒州西部的一個城市，位於加里寧格勒東北7公里。2002年人口10,913人。
1262年由條頓騎士團建立，1525年成為普魯士的一部份，1871年成為德意志帝國的一部份。1945年成為蘇聯的領土，1946年改名。